# Saint-Amand-sur-Fion
Saint-Amand-sur-Fion é uma comuna francesa na região administrativa de Grande Leste, no departamento de Marne. Estende-se por uma área de 28,4 km². Em 2010 a comuna tinha 1 048 habitantes (densidade: 36,9 hab./km²).
Pertence à rede das As mais belas aldeias de França.